# عبد الجبار الكرخي
عبد الجبار عبد المجيد سلمان الكرخي (1938 - 20 يناير 2019) هو سياسي عراقي ولد في بغداد . كان قياديا في حزب البعث العربي الاشتراكي وكان من أول المساهمين في الكتابة السياسية والفكرية في جريدة الثورة. شغل منصب وزارة التربية للفترة من 12 آب 1979 إلى 26 تموز 1981.

## مؤلفاته
- كتاب القراءة للعمال مرحلة التكميل[5]